# De Belgische Standaard
De Belgische Standaard is een Belgische krant die tijdens de Eerste Wereldoorlog verscheen vanuit De Panne in het onbezette gebied achter de IJzer en bestemd was voor de soldaten aan het front.
Het blad was een initiatief van Gustaaf Peeters, een kapucijn, en kreeg snel een aantal medewerkers, waaronder Marie-Elisabeth Belpaire, Louisa Duykers, Frans Daels, Bertrand van der Schelden, Firmin Deprez, Hilaire Allaeys, Lodewijk De Wolf, Hilarion Thans, August Nobels, Henri Baels en Omer Wattez. De redactiesecretaris  was Juul Filliaert.
Toen de leiders van de  Frontbeweging  meer greep op het blad probeerden te krijgen, werd dat verhinderd door pater Peeters. Daardoor verloor het blad in de loop van 1918 bij de Vlaamse soldaten aan belangstelling ten voordele van het radicale  Ons Vaderland . Het werd verkocht voor 5  centiem  en per nummer.
Het blad verscheen vanaf 10 januari 1915 wekelijks op 4000 exemplaren, vanaf 1 februari driemaal per week en vanaf 15 juni dagelijks. Het aantal exemplaren steeg tot ongeveer 8000 exemplaren in 1917. 
Op 31 december 1919 verscheen het laatste nummer.